# باغ برج بوک

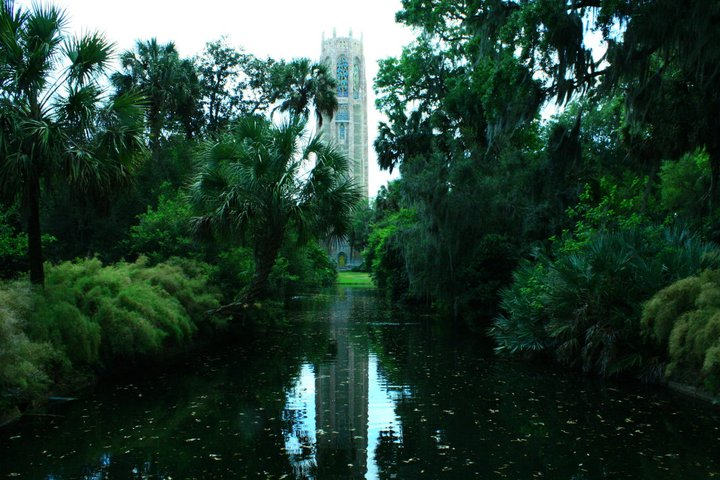
تصویری از باغ‌های برج «باک»

باغ‌های برج «باک» (به انگلیسی:Bok Tower Gardens)  گروهی از باغ‌ها در ایالت فلوریدای آمریکا هستند که نمونه‌ای برجسته از  آمیزه‌ی هنر، معماری و طبیعت هستند که  آماج آفرینش آن بالابردن فرهنگ و افزایش آگاهی درباره‌ی پیرامون زیست  می‌باشد. 

## تاریخچه  باغ‌های باک تاوئر
ادوارد دبلیو باک Edward W. Bokآفریننده این باغ‌ها هنگامی که تنها شش سال داشت از دن هلدر Den Helder هلند به ایالات متحده مهاجرت کرد.

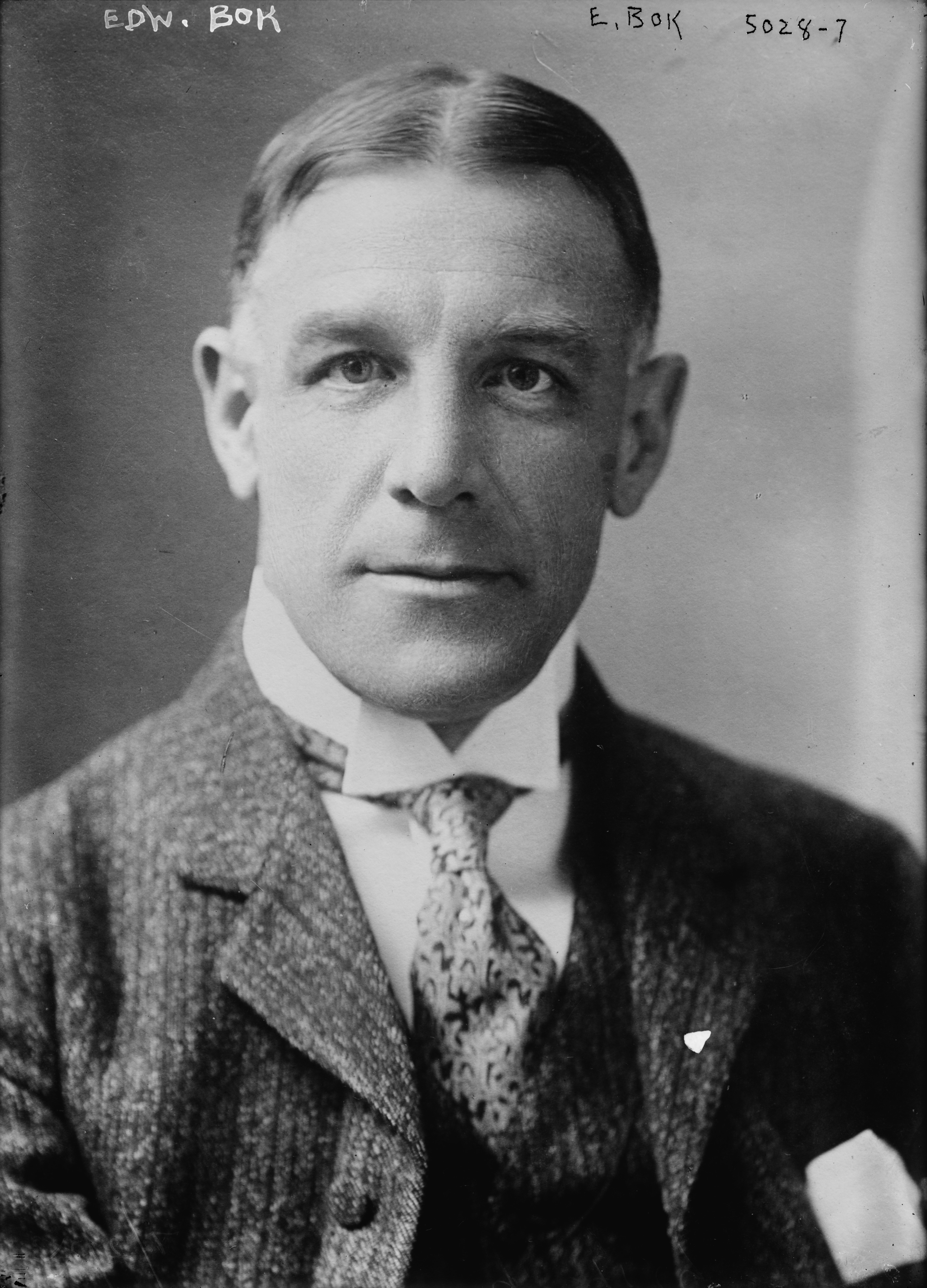
ادوارد دبلیو باک ، زاده در ۹ اکتبر ۱۸۶۳ و درگذشت در ۹ ژانویه ۱۹۳۰

باک  توانست با تلاش‌‌‌های‌  بسیار  آرزوهای خوبش را برای رسیدن به زندگی‌ئی کامران به بارآورد ، او نویسنده‌ئی شد که توانست  برنده جایزه پولیتزر بشود  و همچنین دستاوردهای برجسته‌ی دیگری را به دست‌آورد. در سال  ۱۸۸۹،  باک  سردبیر مجله زنانه The Ladies’ Home Journal شد.  در زیر  سرپرستی او، این مجله به یکی از موفق ترین نشریات در آمریکا تبدیل شد. این مجله  نخستین مجله در جهان  بود که یک میلیون مشترک داشت و برای سی سال  پایدار ماند.

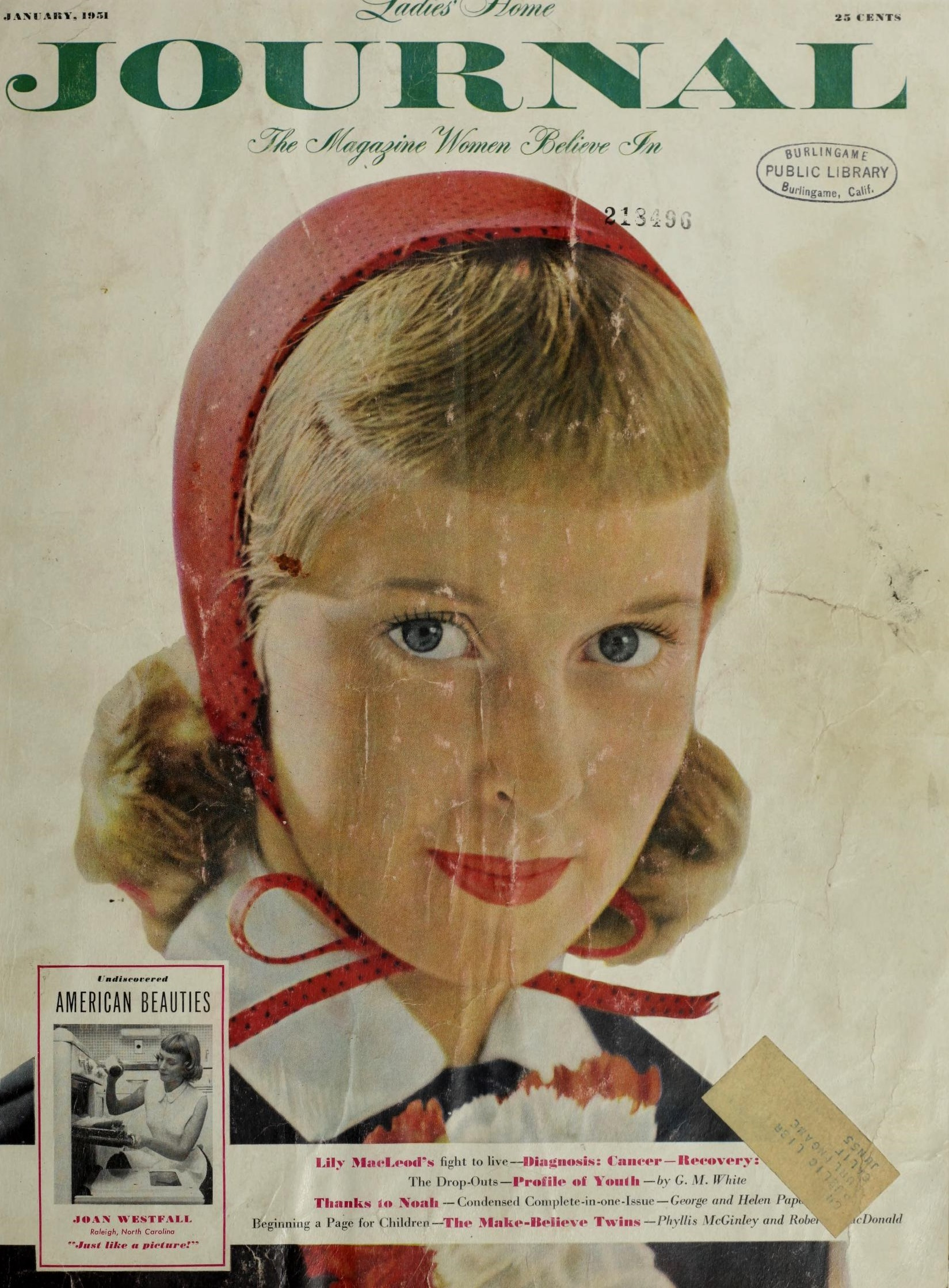
شماره ئي از مجله The Ladies' Home Journal, که ادوارد باک سردبیر آن بود

او که  برای فرار از  ماه‌های سرد زمستان از پنسیلوانیا به دریاچه‌ی ولز فلوریدا می‌رفت رفته‌رفته  شیفته‌ی غروب‌ها، پرنده‌ها و تپه‌های این  سرزمین شد.
با چشم‌‌داشتی برای آفرینش کجائی زیبا برای برانگیختن سروش در روان‌ها و شادمانی‌دل‌ها، ادوارد باک در کنار معمار چشم‌اندازها فردریک لاو اولمستد جونیور Frederick Law Olmsted Jr برای  ساختن برج آهنگ، باغ ها، استخر بازتاب‌‌ده و  دیگر پدیده‌ها همکاری نمود. در سال  ۱۹۲۹، او این  باغ‌ها را برای  نشان‌دادن  سپاس خود از فرصت‌های فراوانی که  آمریکا  به داده بود، به آن کشور  ارمغان کرد.

## ویژه‌گی‌های باغ
گروه باغ‌های باک تاوئر به آوند میراثی از ادوارد باک، که بر اهمیت زیبایی، صلح و تفکر تأکید داشت، پابرجا مانده و به عنوان یکی از گنجینه‌های فرهنگی و طبیعی آمریکا شناخته شده است.
این گروه باغ‌ها در زمینی به پهناوری ۱۰۰ هکتار است که  دربرگیر باغ‌های اندیشه‌گری و پناهگاهیی برای پرندگان می‌شود. این باغ‌ها در لیک ویلز فلوریدا قرار دارند و در دهه ۱۹۲۰ توسط ادوارد باک ساخته شده‌اند. از  دلکشی‌های باغ‌ها می‌توان به برج آهنگ و کاریلونی با ۶۰ زنگ  پرخیده کرد.
این باغ‌ها در فهرست آثار ملی تاریخی آمریکا قرار دارند. برج آهنگ‌ ۶۲ متری آن روی یکی از بلندترین نقاط شبه جزیره فلوریدا ساخته شده‌است و به صورت تخمینی ۹۰ متر بالای دریا قرار می‌گیرد.
یکی از برجسته‌ترین ویژگی‌های این باغ‌ها، برج آهنگ است که در میانه باغ قرار دارد. این برج، که به خاطر کاریلونی مجهز به ۶۰ زنگ معروف است، نه تنها یک اثر معماری چشم‌گیر به شمار می‌رود، بلکه به عنوان یکی از بزرگ‌ترین کاریلون‌های جهان شناخته شده است. نواختن زنگ‌ها در  گاهه‌های  گ.ناگون روز به بازدیدکنندگان فرصت می‌دهد تا لحظه‌هائی شورانگیز و به یادماندنی را  آزمود کنند.
افزون بر برج، باغ‌های  اندیشه و پناهگاه‌های پرندگان نیز به گونه‌ای طراحی شده‌اند که به  پاسداری از تنوع زیستی منطقه یاری کنند. این باغ‌ها محلی برای تأمل و قدردانی از طبیعت به شمار می‌روند و  گونه‌های  گوناگونی از گیاهان و جانوران، به ویژه پرندگان، را در خود جای داده‌اند. بازدیدکنندگان می‌توانند در مسیرهای پیاده‌روی قدم بزنند و از صدای پرندگان و زیبایی‌های طبیعی اطراف لذت ببرند.

## بازدید
باغ برج بوک هر روز باز است و هزینه ورودی دریافت می‌شود.